# 内勒塔
内勒塔（法語：Tour de Nesle，法語發音：[tuʁ də nɛl]）是位於巴黎塞納河南岸的屬於原巴黎老城牆的護城塔，由腓力二世建於十三世紀初。1308年被腓力四世买下。1314年，爆发了腓力四世三位儿媳全都卷入的通奸丑闻内勒塔事件。

## 外部連結

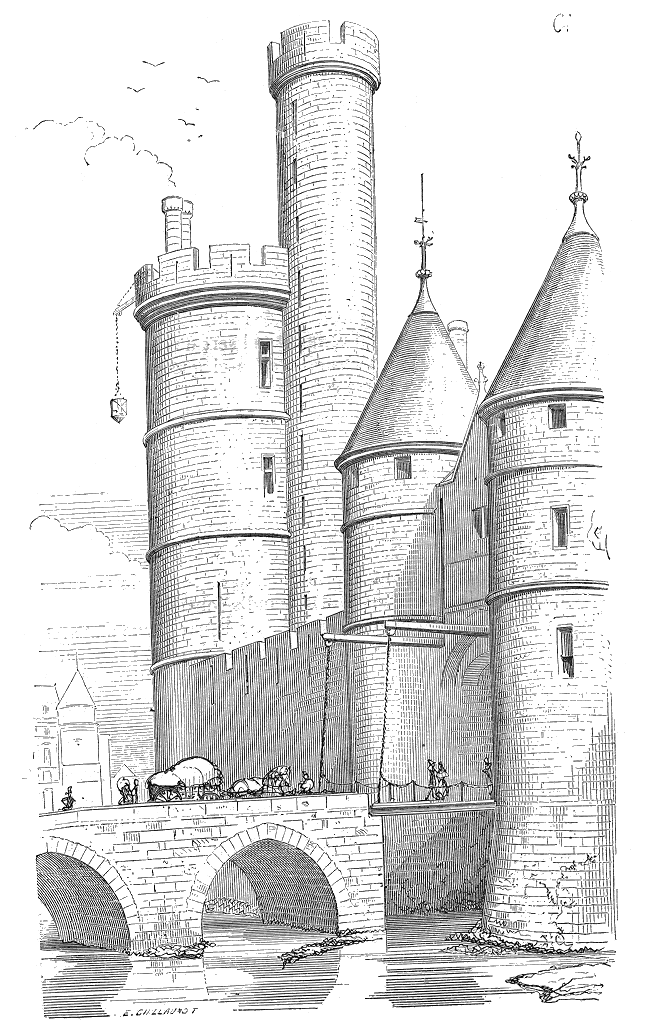
維奧萊·勒迪克繪製的中世紀的内勒塔的想像圖。内勒塔的大門位於圖中右側。

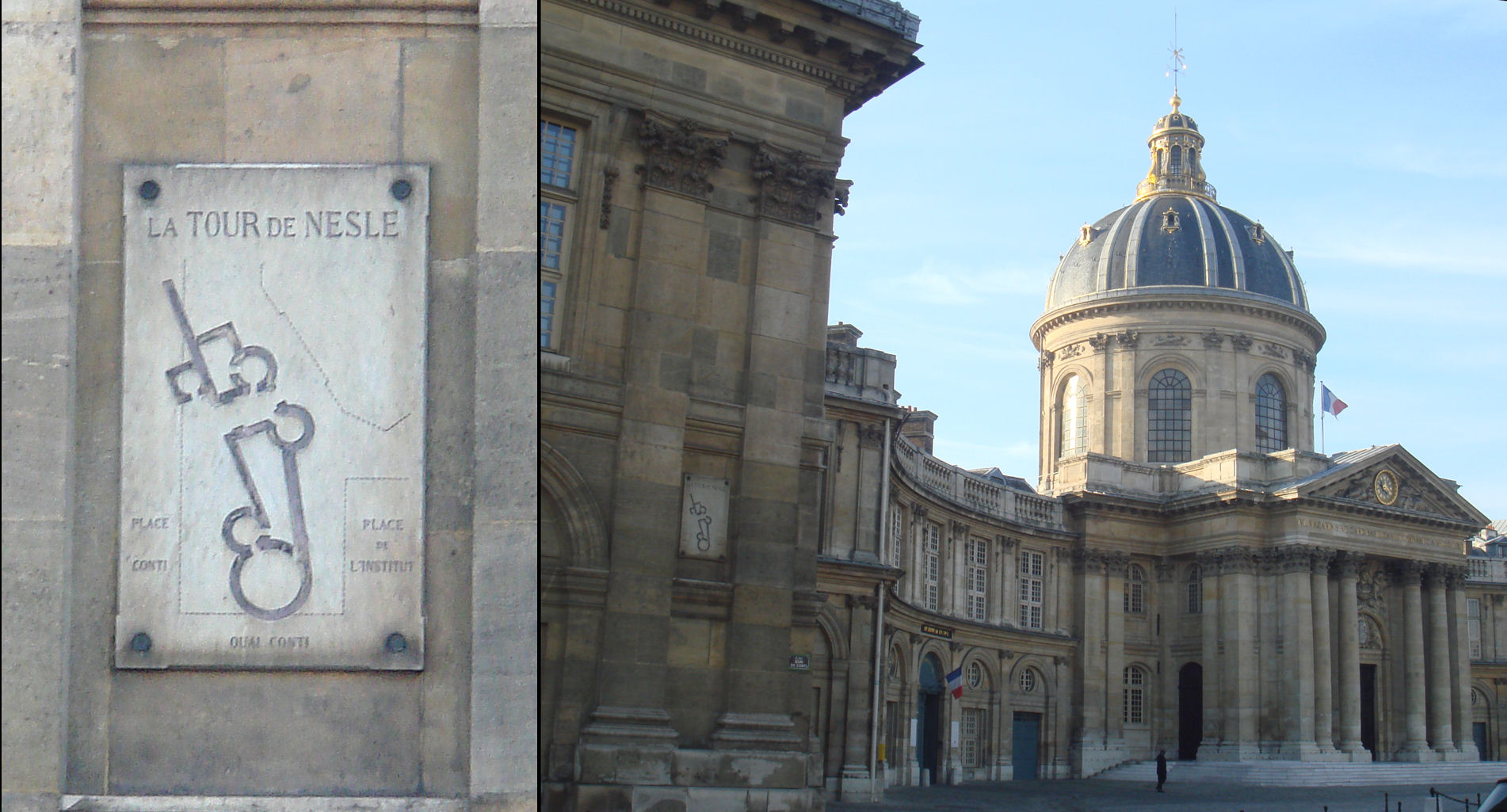
法蘭西學院北邊牆上的牌匾，敘述原内勒塔的位置。

- Scandale de la Tour de Nesle（页面存档备份，存于）

48°51′27″N 2°20′14″E / 48.85750°N 2.33722°E